# Regne de Gwande
Gwande o Gouandé fou un regne de l'ètnia bariba (Barba o berba) en territori del modern Benín.
| Període     | Monarca             | Notes               |
| ----------- | ------------------- | ------------------- |
| ????        | Fundació de l'estat | Fundació de l'estat |
| ???? a ???? | Kasa’               |                     |
| ???? a ???? | Wimbo Kasa I        |                     |
| ???? a ???? | Kandikoni           |                     |
| ???? a ???? | Nyami I             |                     |
| ???? a ???? | Dari                |                     |
| ???? a ???? | Kunyati             |                     |
| ???? a ???? | Sakwa               |                     |
| ???? a ???? | Ikori               |                     |
| ???? a ???? | Wimbo Kasa II       |                     |
| ???? a ???? | Nambo               |                     |
| ???? a ???? | Nyami II            |                     |
| ???? a ???? | Yani                |                     |